# Xylotrupes gideon
Xylotrupes gideon je druh nosorožíka z rodu Xylotrupes.

## Areál rozšíření
Vyskytuje se v Indonésii, dále na Sundských ostrovech a Molukách.

## Popis
Xylotrupes gideon může dosáhnout délky 3,5 až 7 centimetrů. U druhu je patrný pohlavní dimorfismus. Samci jsou větší než samice. Mají dva chitinové rohy na konci rozdvojené rostoucí z hrudi a hlavy, které používají k odstranění svých soupeřů během období páření.
Brouci jsou lesklé tmavě červení, tmavě hnědí až černí. Oči jsou umístěny na každé straně hlavy. Když jsou brouci vyrušeni, vydávají syčivý hluk, který se vytváří otíráním špičky břicha proti okraji elytra.
Larvy žijí v rozkládající se rostlinné hmotě, jejich vývoj trvá dva roky, dospělí brouci žijí 2-4 měsíce. Samice může naklást asi 20–30 vajec.